# نیو فرانکن (ویسکانسین)
نیو فرانکن (به انگلیسی: New Franken) یک منطقهٔ مسکونی در ایالات متحده آمریکا است که در شهرستان براون، ویسکانسین واقع شده‌است. نیو فرانکن ۳٬۷۲۴ نفر جمعیت دارد و ۲۴۶٫۸۹ متر بالاتر از سطح دریا واقع شده‌است.